# Cedar Run Baptist Church
Die baptistische Cedar Run Church ist eine Kirche in der Stadt Culpeper im US-Bundesstaat Virginia. Sie befindet sich an der örtlichen Old Orange Road.

## Geschichte und Beschreibung
Eine erste Gemeinde der Kirche ist mit dem Gründungsjahr 1822 belegt, sie wurde 1830  reformiert. Im Rahmen des Amerikanischen Bürgerkriegs befand sich die Kirche im August 1862 inmitten der Schlacht am Cedar Mountain. Die Gemeinde konnte aufgrund des Krieges von 1861 bis 1864 nicht in der Kirche zusammenkommen. Ein neuer Kirchenbau wurde 1869 errichtet und 1877 direkt neben den heutigen Standort versetzt. 
Die Kirche in ihrer heutigen Form wurde 1894 nach dem Kauf eines benachbarten Grundstücks gebaut. Die Kosten beliefen sich auf 1.450 US-Dollar. Die Gemeinde erhielt für den Bau einen Scheck der US-Bundesregierung über 720 $, da Bundestruppen ein nahes Gebäude zerstört hatten.
Zu der Kirche gehört der nicht mehr genutzte Friedhof Cedar Run Cemetery, der sich direkt neben dem Kirchengebäude befindet. Er verfügt über mehr als 30 Gräber.